# Cir de Constantinoble
Cir I (en grec antic: Κῦρος) va ser patriarca de Constantinoble de l'any 705 al 711.
L'emperador Justinià II Rinotmet va desposseir del títol de patriarca al seu predecessor, Cal·línic I i el va nomenar a ell. Quan Justinià va ser enderrocat per Filípic el desembre de l'any 711, Cir també va ser destituït i el va substituir Joan VI de Constantinoble, perquè era favorable a les tesis monotelites.
Tant l'Església Ortodoxa, que celebra la seva festa el 8 de gener, com l'Església Catòlica, que ho celebra el 7 de gener, l'han declarat sant.